# Clóvis Pereira
Clóvis Pereira dos Santos (Caruaru, 14 de maio de 1932  — Recife, 4 de junho de 2024) foi um compositor, arranjador, pianista e regente brasileiro.
Foi compositor de frevos, caboclinhos e maracatus, além de obras para coro e orquestra  e de peças para orquestra sinfônica.

## Biografia
Filho do clarinetista Luiz Gonzaga Pereira dos Santos, da Banda Musical Nova Enterpe, mudou-se para o Recife em 1950, iniciando o estudo de piano no Conservatório Pernambucano de Música. Estudou também na Escola de Belas Artes da UFPE, complementando a formação com o maestro Guerra Peixe, com quem estudou harmonia, composição e orquestração.
Em 1964, ingressou na Orquestra Sinfônica do Recife. No mesmo ano, foi convidado para atuar como professor de Teoria Musical e Harmonia nas Universidades Federais do Rio Grande do Norte e da Paraíba.
Viajou aos Estados Unidos, em 1974, como regente do Coral Universitário da Paraíba, 
Formou-se pela Berklee College of Music (Boston) em Harmonia Moderna e Orquestração.
Representou o Brasil com o Coral Universitário da Paraíba, no Fourth International Choir Festival, em 1974, nos Estados Unidos, apresentando-se no  Lincoln Center, em Nova York, e no Kennedy Center, em Washington.
Em 1970, participou ativamente da criação do Movimento Armorial. A convite de Ariano Suassuna, compôs as primeiras obras representativas do movimento.
Em 1980, transferiu-se da Universidade Federal da Paraíba, para a de Pernambuco, a fim de lecionar nos cursos superiores de graduação em música.
Assumiu, em 1983, o cargo de Diretor-Superintendente do Conservatório Pernambucano de Música, onde permaneceu por quatro anos. Participou do Music School Administrators, a convite do governo dos Estados Unidos.
Em 2000, sob sua regência, a Orquestra Sinfônica do Recife executou seu poema sinfônico Terra Brasilis, composto em homenagem aos 500 anos do descobrimento do Brasil.

### Morte
Clóvis morreu na manhã de 4 de junho de 2024, aos 92 anos. A causa da morte não foi divulgada.

## Atuações
- Professor do curso de graduação de Música da Universidade Federal de Pernambuco;
- Sócio efetivo do Teatro Valdemar de Oliveira;

## Algumas obras de sua autoria
São de autoria de Clóvis Pereira dos Santos, entre muitas outras composições:
- Terno de pífanos (1954);
- Cantiga de roda (1956);
- Lamento e dança brasileira (1957);
- Luisinho no frevo (1968);
- Capiba no frevo(1969);
- Clovinho no frevo (1970);
- Aninha no frevo (1971);
- Três peças nordestinas (1971);
- Aveloz (1980);
- Grande missa nordestina;
- Cantata de Natal;
- Sete peças breves para piano (1990);
- Quarteto nº 1 para cordas (1991);
- Peça para orquestra sinfônica (1991);
- Rapsódia de ritmos pernambucanos;
- Velame para quinteto de cordas (1993);
- Concertino para violoncelo e orquestra de cordas  em sol maior (dedicado a Antonio Meneses).

## Participação em entidades culturais
- Membro da Sociedade Brasileira de Música Contemporânea;
- Membro da Academia Pernambucana de Música (cadeira 8).

## Prêmios e homenagens
- Medalha do Mérito Educacional - Governo do Estado de Pernambuco;
- Troféu Cultura Cidade do Recife;
- Medalha de Honra ao Mérito Dezoito de Maio - Câmara Municipal de Caruaru;
- Diploma Memória Viva do Recife;
- Verbete na enciclopédia Who's who in Music (oitava edição).